# Batalla de l'illa d'Alboran
Es coneix com la batalla de l'Illa d'Alboran l'enfrontament l'1 d'octubre de 1540 entre 10 galeres espanyoles al comandament de Bernardino de Mendoza i una flota de corsaris barbarescos composta per 16 vaixells.

## Antecedents
Les flotes marítimes espanyoles, a principis del segon terç del segle xvi estaven dividides en dos estols, un de galeres al mediterrani i un de galions i naus a l'oceà Atlàntic.
Obeint les consignes de Khair ed-Din Barba-rossa, el 1540 es formà en Alger una armada de tres galeres, cinc galiotes, sis fustes i dos bergantins, amb 900 remers captius, i 2.000 soldats turcs i moriscos valencians, manada per Piali Hamet, renegat sard, i el general de les tropes de desembarcament era Caramaní, que havia estat esclau a les galeres espanyoles.
Bernardino de Mendoza estant a Dénia rebé notícies que l'estiu es preparava una expedició enemiga, i va arribar fins a les Balears recollint naus per fer bastir l'estol suficient per contraatacar. Piali Hamet salpà l'agost, dirigint-se a l'oest, en saber que les galeres espanyoles estaven a les Balears. Entraren a la platja de Gibraltar portant banderes imperials, i desembarquen més de 1.000 homes. Pregueren les portes però en veure que al castell hi havia vigilants, van reembarcar emportant-se 73 presoners. Al port desballestaren 40 vaixells i cremaren una galera en construcció propietat d'Álvaro de Bazán el Vell. Es quedaren uns dies al port, regatejant fins a aconseguir 7.000 ducats pels presoners.
Bernardino de Mendoza, amb l'estol muntat, sense notícies dels musulmans però considerant que tornarien a Alger per la costa africana, després d'assegurar-se que no havien passat per Orà es dirigí cap a l'oest en la recerca de la flota turca.

## El desenvolupament de la batalla
L'1 d'octubre s'albiraren les esquadres a les proximitats de l'Illa d'Alboran. L'espanyola, formada per 10 galeres dividides en tres grups, i la turca per 16 naus. Els turcs es llançaren a l'atac, comptant amb la seva superioritat numèrica, però una descàrrega de l'artilleria dels espanyols els va produir importants danys abans d'arribar a l'abordatge.
Les galeres turques de Piali Hamet i Caramaní intentaren abordar la nau capitana espanyola sense èxit, i conscient Bernardino de Mendoza que la batalla depenia en gran part d'aquest combat parcial, va ordenar a tots els seus remers i soldats posar-se en una de les bandes de la seva galera aixecant la borda contrària, fent de parapet als trets de la galera de Hamet. Concentrar els seus atacs sobre l'altra, va fer caure Caramaní i molts turcs. Un cop dominada aquesta galera, van córrer ràpidament a l'altra banda, atacant a la segona. Piali Hamet es va llançar a l'aigua i la seva galera es va rendir.
Una altra de les galeres espanyoles, la de Pedro de la Guerra va enfonsar d'una canonada a una galera, i va abordar i prendre una segona. La galera Santa Anna també va ser aferrada per dos algerianes. Es va lliurar d'una però es va rendir a l'altra.
Ali Hamet, que havia estat recollit per una galiota, va ser capturat per la galera d'Enric Enriquez quan fugia, i amb això va acabar la batalla, amb l'excepció del desafortunat incident d'Enric Enriquez, que, en tornar cap a la galera  Santa Bàrbara , els soldats estaven saquejant l'enemiga, ja rendida, va manar disparar l'artilleria al creure que estava encara en mans turques, matant set espanyols i ferint-ne dotze.

## Resultats, baixes i presoners.
De les 16 naus algerianes, deu van ser capturades, una enfonsada i van escapar quatre de vela i una de rem. Es van alliberar 837 captius (remers de les embarcacions turques) i es van fer 427 presoners. Gairebé tots els capitans turcs van morir, tenint més de 700 baixes.
Per part espanyola, hi va haver 137 morts i uns 500 ferits, entre ells Bernardino de Mendoza, que va rebre una arcabussada al cap. Es va celebrar a Màlaga una processó amb tots els cristians alliberats.